# Pór Judit
Pór Judit (Budapest, 1931. október 26. – Budapest, 1995. november 8.) magyar műfordító, esszéista, irodalomtörténész, szerkesztő. Férje Lator László volt.

## Életpályája
1954-ben végzett az ELTE BTK magyar–orosz szakán. 1954-től az Új Magyar Könyvkiadó, 1956–1990 között az Európa Könyvkiadó szerkesztője volt.
Többek közt François Mauriac, Guy de Maupassant, Antoine de Saint-Exupéry, Katajev, Sarraute, Cocteau, Flaubert regényeit, valamint Senghor, Mandelstam, Paszternak, Kuznyecov verseit fordította.

## Művei
- Mai orosz líra (válogatta, 1962)
- Édes gyönyörűség. Orosz szerelmes versek (válogatta, 1969)
- A test ördöge. Huszadik századi francia kisregények (válogatta, 1970)
- Ma mondd! Mai szovjet költők antológiája (válogatta, 1984)
- A francia romantika költői. Lamartine, Vigny, Nerval, Musset (szerkesztette Bárdos Lászlóval, 1989)
- Lóháton Rómában. Esszék; Sík, Bp., 1996

## Műfordításai
- D. Ny. Medvegyev: Sűrű erdő (regény, 1958)
- G. Govy: Spanyol vér (elbeszélés, 1959)
- A. Prevost: Azért csak fel a fejjel! (kisregény, 1961)
- G.-E. Clancier: Keserű kenyér (regény, 1963)
- G.-E. Clancier: Tétova szeretők (regény, 1963)
- F. Mauriac: A szerelem sivataga (regény, 1967)
- Guy de Maupassant: Céltalan szépség (Benyhe Jánossal és Illyés Gyulával, elbeszélés, 1969)
- F. Mauriac: Regények (regények, Brodszky Erzsébettel, 1970)
- Guy de Maupassant: Az ember szíve (regény, 1971)
- B. Paszternak: Luvers gyermekkora (elbeszélés, 1971)
- Antoine de Saint-Exupéry: Éjszakai repülés (Rónay Györggyel, regény, 1971)
- Guy de Maupassant: Heraclinus Gloss doktor (kisregény, 1974)
- F. Mauriac: Egy hajdani fiatalember (regény, 1974)
- Arthur Haulot: Kalimpász a Holdon (mesék, 1975)
- Guy de Maupassant: Korzikai történet (Benyhe Jánossal, elbeszélés, 1975)
- V. P. Akszjonov: Örvényes ifjúság (regény, 1975)
- F. Mauriac: A kis idétlen (kisregény, 1978)
- F. Mauriac: Az éjszaka vége (regény, 1979)
- A. Sz. Puskin: Levelek (1980)
- L. S. Senghor: Elégia a vízhez (1982)
- V. P. Katajev: Gyémántos koronám (regény, 1983)
- S. Kosovel: Ősz a Karsztokon (versek, 1984)
- J. Cocteau: A nagy mutatvány (kisregény, 1985)
- M. Jober: Hella Schuster élete (regény, 1985)
- F. Mauriac: Anyaisten (kisregény, 1985)
- N. Sarraute: Gyerekkor (önéletrajzi regény, 1986)
- V. P. Katajev: Száraz morotva (Enyedi Györggyel, kisregény, 1988)
- B. Paszternak: Zsivago doktor (regény, 1988)
- A. Ahmatova: Prózai írások (Kónya Lillával, 1989)
- N. Mandelstam: Emlékeim (1990)
- B. Groult: A szerelem fészkei (regény, 1991)
- V. F. Hodaszevics: Mint sivatagban délibábot (1992)
- R. Étienne: Pompeji, az eltemetett város (1993)
- G. Flaubert: Bovaryné (regény, 1993)
- R. Merle: A gyermekkirály (regény, 1995)
- C. Baudelaire: Versek (versek, 1995)
- R. Merle: Az élet rózsái (regény, 1996)
- F. Mauriac: A szerelem sivataga (kisregény, 1997)

## Díjai
- A Művészeti Alap Irodalmi Díja (1986)
- Az Európa Könyvkiadó Nívódíja (1988)
- Forintos-díj (1990)
- az Év Könyve Díj (1991)
- József Attila-díj (1992)